# كارلوس روميرو لوبيز
كارلوس روميرو لوبيز (بالإسبانية: Carlos Romero López)‏ هو باحث إسباني، ولد في 1946 في مدريد في إسبانيا.